# Immer wieder Jim
Immer wieder Jim (in Österreich Jim hat immer Recht!, Originaltitel According to Jim) ist eine US-amerikanische Sitcom, die ganz auf den Hauptdarsteller James Belushi zugeschnitten ist und von 2001 bis 2009 vom US-Fernsehnetwork ABC ausgestrahlt wurde.

## Handlung
Jim ist verheiratet, hat drei Kinder (Ruby, Gracie und Kyle) (ab Ende der 7. Staffel fünf Kinder, hinzu kommen Jonathan und Gordon) und versucht mit viel Humor sein Leben in den Griff zu bekommen. Neben seiner Frau Cheryl und seinen Kindern spielen auch seine Schwägerin Dana, deren Mann Ryan und sein alleinstehender Schwager Andy, der auch sein Arbeitskollege ist, eine wichtige Rolle.
Die Handlung spielt in einem Vorort von Chicago. Jim und Cheryl wohnen in einem Haus unter der Adresse 412 Maple Street. Jim ist ein großer Fan der Bears, Blackhawks, Bulls und der Cubs und er hasst die Green Bay Packers und die Chicago White Sox.
In den meisten Folgen gerät Jim, meist durch sein eigenes Verschulden, in eine prekäre Situation. Er versucht dann, sich herauszumogeln und seine eigenen Fehler zu vertuschen, was ihm auch gelänge, würde seine Frau Cheryl nicht immer dahinterkommen. Am Schluss ist aber oftmals sein ehrlicher und warmherziger Charakter zu erkennen.

## Ausstrahlung
Immer wieder Jim wurde in den USA wöchentlich zur Hauptsendezeit ausgestrahlt. Ende Dezember 2008 gab Larry Joe Campbell bekannt, dass die Sitcom beendet und das gesamte Set abgebaut wurde; es gab keine 9. Staffel.
Die deutschsprachige Erstausstrahlung der ersten Staffel fand ab dem 22. Dezember 2004 auf dem Pay-TV-Sender Disney Channel statt. Die deutschsprachige Free-TV-Premiere erfolgte ab dem 14. Oktober 2005 unter dem Titel Jim hat immer Recht! wochentags im österreichischen Nachmittagsprogramm auf ORF 1. Im deutschen Free-TV wurde die deutschsprachige Synchronfassung ab dem 8. Mai 2006 unter dem Titel Immer wieder Jim wochentags durch RTL II ausgestrahlt.
Zur letzten Sendung am 2. Juni 2009 schauten in den USA 4,10 Millionen Menschen zu.

## Besetzung

### Hauptfiguren
| Schauspieler               | Figur                                         | Synchronsprecher   | Zeitraum                                |
| -------------------------- | --------------------------------------------- | ------------------ | --------------------------------------- |
| Jim Belushi                | James „Jim“ Orenthal (Familienname unbekannt) | Joachim Tennstedt  | Staffel 1–8                             |
| Courtney Thorne-Smith      | Cheryl Mabel (Familienname unbekannt)         | Claudia Kleiber    | Staffel 1–8                             |
| Larry Joe Campbell         | Andrew „Andy“ (Familienname unbekannt)        | Tobias Lelle       | Staffel 1–8                             |
| Kimberly Williams-Paisley  | Dana (ab Staffel 4: Dana Gibson)              | Ulrike Stürzbecher | Staffel 1–7 (Gastauftritt in Staffel 8) |
| Taylor Atelian             | Ruby                                          | Miriam Mnakri      | Staffel 1–8                             |
| Billi Bruno                | Gracie                                        | Eva Prauser        | Staffel 1–8                             |
| Connor und Garret Sullivan | Kyle                                          |                    | Staffel 1–3                             |
| Conner Rayburn             | Kyle                                          | Sandro Iannotta    | Staffel 4–8                             |
| Mitch Rouse                | Dr. Ryan Gibson                               | Claus-Peter Damitz | Staffel 4–6 (Gastauftritt in Staffel 8) |

### Nebenfiguren
| Schauspieler      | Figur                    | Synchronsprecher   |
| ----------------- | ------------------------ | ------------------ |
| Dan Aykroyd       | Danny Michalski          | Thomas Danneberg   |
| Chris Elliott     | Reverend Gaylord Pierson | Hans-Georg Panczak |
| Tim Bagley        | Tim Devlin               | Philipp Brammer    |
| Cynthia Stevenson | Cindy Devlin             | Natascha Geisler   |
| Jennifer Coolidge | Roxanne                  | Rita Engelmann     |
| Robert Belushi    | Erwachsener Kyle         | Patrick Schröder   |

### Gastauftritte
- Viele ehemalige Kollegen von James Belushi, z. B. aus seiner Zeit bei Saturday Night Live, haben Gastauftritte in der Sitcom. Dan Aykroyd tritt z. B. in vier Episoden der Serie als Danny Michalski, Polizist und Freund von Jim, auf.
- Der Sohn von James Belushi, Robert Belushi, spielte einige Male den erwachsenen Kyle und hatte auch kleine Gastauftritte als Pizzajunge, Kellner oder auch als Ehemann, der sich von Jim Ratschläge geben lässt.
- Auch James Belushis Tochter Jamison hat mehrere Gastauftritte in der Serie. Sie spielt meist ein vorlautes Mädchen am Rand der Geschichte.
- Einen Gastauftritt hatte auch der Gründer des Playboy, Hugh Hefner, der sich selbst spielt. Auch der Bluesmusiker Bo Diddley sowie Mike Ditka, der die Chicago Bears 1986 zum Sieg im Super Bowl XX führte und der Bears-Spieler Brian Urlacher hatten kurze Auftritte. Catwoman-Darstellerin Julie Newmar spielte in einer Folge die Nachbarin Julie. In dieser Folge gab es einige Anspielungen auf die Batmanserie der 60er Jahre. Nicole Sullivan hatte einen Gastauftritt als Rubys Klavierlehrerin.
- Jane Lynch spielt in der 3. Staffel die Frau von Jims Nachbarn.
- Lee Majors hatte in den Episoden Himmel oder Hölle (8.18) und Gottes Werk und Jims Beitrag (7.01) einen Gastauftritt als Gott.
- Erik Estrada trat ebenfalls in der letzten Episode (8.18) als Teufel auf, sowie in Staffel 5 (5.15) als er selbst.
- Dylan und Cole Sprouse hatten einen kurzen Gastauftritt am Ende der Folge „Das Tribunal“ (7.13).
- Berglind Ólafsdóttir hat einen kurzen Auftritt als schwedische Stewardess in der Folge „Schlechte Vorbilder“ (2.06).
- Kevin Sorbo hatte einen Gastauftritt, in dem er Jims alten Schulfreund Daryl Buckner spielt (2.19).
- Steve Guttenberg hat einen Gastauftritt als Schauspielpartner von Jims Zwillingen in der 8. Staffel.
- Cindy Crawford hat einen Gastauftritt als Managerin eines Autohauses (2.02, „Autos und Frauen“).
- Soleil Borda, bekannt aus der Sitcom Still Standing, hat mehrere Gastauftritte als Freundin von Ruby und Gracie.
- Jackie Debatin hatte mehrere Gastauftritte als Andys Freundin und Rubys Klavierlehrerin Mandy, Episoden 173, 174, 176, 181, 182 (Staffel 8, Episoden 9, 10, 12, 17 und 18).
- Ray Romano hatte einen kurzen Gastauftritt in der Folge „Das Familiengrab“ (4.7).

## DVD-Veröffentlichung
Vereinigte Staaten
- Staffel 1 erschien am 21. Oktober 2008
- Staffel 2 erschien am 4. Mai 2010
- Staffel 3 erschien am 3. Mai 2011
- Staffel 4 erschien am 5. Juli 2011
- Staffel 5 erschien am 4. Oktober 2011

Deutschland
- Staffel 1 erschien am 2. Mai 2013
- Staffel 2 erschien am 8. August 2013